# San Martino (Mozzate)
San Martino è l'unica frazione del comune di Mozzate, in provincia di Como. Distante circa un chilometro dal capoluogo ha una popolazione di oltre 700 abitanti con una superficie di circa 2,4 km². Buona parte del territorio è urbanizzato o agricolo.

## Descrizione
Sfiorato da un ramo del torrente Bozzente, San Martino è posto a SSE del comune di Mozzate, dal quale dipende anche dal punto di vista del lavoro, da sempre legato alla zona industriale del centro abitato; i rapporti con Mozzate centro, però, si stanno gradualmente intensificando, a causa di una rete commerciale e di posti di lavoro sempre più accomunata.

## Monumenti e luoghi d'interesse

### Architetture religiose

#### Chiesa di Santa Maria di Solaro
La chiesa parrocchiale di San Martino, detta anche chiesa parrocchiale di Santa Maria di Solaro, è un santuario dedicato alla Beata Vergine Addolorata; un tempo era dedicata alla Natività di Maria SS.. Risalente ai primi anni del XIV secolo, vi si conserva, tra le altre d'opere d'arte, un quadro raffigurante il martirio di sant'Alessandro, come già detto patrono di tutto il territorio mozzatese, opera pregevole attribuita alla scuola di Gaudenzio Ferrari. Il dipinto è attualmente ubicato in posizione sopraelevata dietro l'altare maggiore, dove si trova un passaggio che consente ai numerosi pellegrini di sostare devotamente davanti all'immagine durante la festa annuale, celebrata la seconda domenica di maggio.

### Architetture civili

#### Villa Giussani Merlini
Villa Giussani Merlini (XVII secolo), dimora signorile di architettura settecentesca, fu costruita a partire da un castello medievale della famiglia Castiglioni. Al termine di una serie di dispute familiari, nel corso del Cinquecento il castello rimase nelle mani di un ramo dei Castiglioni imparentato ai Monti. Tracce dell'antico castello si ritrovano nel tracciato dell'antico fossato, oltre che in alcuni dettagli costruttivi. Ulteriori interventi si susseguirono nei secoli successivi, fino a quando, all'inizio dell'Ottocento, la proprietà passò ai Dugnani. Dopo essere donato da questi ultimi al Seminario arcivescovile di Milano, la villa finì nelle mani dei Merlini.
Inserita in un giardino all'inglese, l'attuale dimora presenta un impianto a "U", risultato di una probabile demolizione di uno dei lati dell'antico castello. Nei corpi di fabbrica settentrionale e occidentale, le facciate rivolte verso il cortile ospitano porticati con archi a sesto ribassato.

## Folklore e tradizioni
La tradizionale festa di santa Maria Solaro si celebra la seconda domenica del mese di maggio. Vi si possono trovare bancarelle e giostre nelle due principali vie del paese. Durante l'anno, si celebrano feste sia in piazza Santa Maria Solaro, sia nell'oratorio di San Martino.

## Società

### Evoluzione demografica
Abitanti censiti